# 1210
سنة 1210 كانت سنة بسيطة تبدأ يوم الجمعة (الرابط يظهر نموذج التقويم الكامل للسنة) من التقويم اليولياني.

## أحداث
- فيتيربو يتمكن من هزيمة الإمبراطور أوتو الرابع في الحرب ضد روما.

## مواليد
- ابن النفيس.
- ألفونسو الثالث ملك البرتغال.
- البابا غريغوري العاشر.
- ميشتهليد فون ماجدبورج.

## وفيات
- غوتفرايد فون ستراسبورغ.
- فخر الدين الرازي.
- ابن طبرزد.
- غوتفرايد فون ستراسبورغ.
- قطب الدين أيبك.
- لويو.